# نعيمة سميح
نعيمة سميح (1953 – 2025) هي مغنية مغربية، تعتبر من أهم أصوات الموسيقى المغربية في النصف الثاني من القرن العشرين. انطلقت مسيرتها الغنائية خلال سبعينيات القرن المذكور، وحظيت أغانيها بانتشار واسع في المغرب والجزائر وتونس ودول عربية أخرى، حتى لُقب بسيدة الطرب، وكانت ثالث وأصغر مطربة عربية تغني على مسرح الأولمبيا بعد أم كلثوم، وفيروز.
تميزت سيدة الطرب نعيمة سميح بصوتها العذب القوي وإحساسها الصادق الذي يصل مباشرة إلى القلوب، حيث جمعت في أدائها بين العمق العاطفي والتقنيات الغنائية العالية. تألقت بقدرتها على التنويع بين الطبقات الصوتية بسلاسة، مما منح أغانيها طابعًا خاصًا يمزج بين الشجن والقوة. كما عُرفت بإتقانها للأغنية الطربية المغربية، حيث أبدعت في تقديم لون متميز يجمع بين الأصالة والتجديد، ما جعلها واحدة من أبرز رموز الأغنية المغربية عبر العقود.
إلى جانب صوتها الاستثنائي، تميزت نعيمة سميح بأدائها العفوي والصادق الذي يعكس عمق المشاعر في كل أغنية تؤديها. استطاعت أن تحافظ على هوية الأغنية المغربية الأصيلة مع إضافة لمساتها الخاصة التي جعلتها متفردة في الساحة الفنية. كما أظهرت قدرة فريدة على إيصال المعاني بإحساس مرهف، سواء في الأغاني العاطفية أو الوطنية، مما أكسبها قاعدة جماهيرية واسعة داخل المغرب وخارجه. وكانت قدرتها على المزج بين التراث الموسيقي والتعبير الحديث من العوامل التي جعلت أعمالها خالدة في الذاكرة الفنية.

## النشأة
وُلدت نعيمة سميح سنة 1953 في منطقة درب السلطان بمدينة الدار البيضاء وبالضبط في حي بوشنتوف. نشأت نعيمة في حي كان يعرف نشاطًا ثقافيًا ورياضيًا متميزًا في ستينيات وسبعينيات القرن العشرين، بحيث أنجب العديد من الأسماء الأدبية والرياضية والمسرحية والموسيقية المغربية. ظهرت مواهبها الغنائية مبكرا في سن التاسعة.
توقفت نعيمة عن الدراسة عند مستوى الشهادة الابتدائية وغادرت المدرسة في بداية السلك الثانوي، لتتجه الى التكوين المهني في المدرسة الوطنية للحلاقة سنة 1966 واشتغلت في صالون حلاقة في درب السلطان قبل أن تستقل بصالونها الخاص.

## مسيرتها الفنية
كانت بدايتها الحقيقية من خلال برامج اكتشاف المواهب الفنية التي كانت تقدمها الإذاعة والتلفزة المغربية، وكان أول ظهور لها في برنامج «خميس الحظ» الذي كان يعده الإعلامي محمد البوعناني، أتبعته بمشاركة في برنامج المسابقات «مواهب» الذي كان يقدمه عبد النبي الجيراري، وهو البرنامج الذي كان مشتلا للعديد من الأصوات المغربية المتميزة في نهاية الستينات كسميرة سعيد ومنتصف السبعينات عزيزة جلال.
كانت مسيرة نعيمة مهددة بالتوقف أمام المعارضة الشديدة لوالدها المحافظ لولوج ابنته عالم الغناء، ولم يتقبل الأمر إلا بعد تدخل فنانين وإعلاميين مرموقين كمحمد بنعبد السلام ومحمد البوعناني وخالد مشبال، الذين كانوا مؤمنين بموهبة نعيمة، وطمأنوا والدها بأنها ستكون بين أياد آمنة. اشترط والدها على أن تقتصر مسيرتها الفنية على الموسيقى العصرية المغربية وأن لا تشتغل إلا مع كتاب كلمات وملحنين محترمين وفي مواضيع بكلمات راقية.

### مميزاتها الفنية
تعرف نعيمة سميح «ببحتها» الصوتية المميزة وبطريقة أدائها القريبة من الأسلوب الغنائي للجنوب المغربي الأمازيغي، إضافة إلى حسها المرهف وشخصيتها الخجولة أمام الجمهور وذلك ما مكنها من أداء قطع غنائية، صعبة موسيقيا، وتغلب عليها مواضيع الشجن والشوق والحنين والزجل المغربي الأصيل ويظهر ذلك جليا في قطع «جريت وجاريت» و «على غفلة». تملك في رصيدها الفني أيضا العديد من الأغاني الدينية والوطنية كأغنية «رحلة النصر» التي تعاملت فيها مع الموسيقار عبد الوهاب الدكالي.
رغم أنها لم تدرس الموسيقى أكاديميا إلا أن نعيمة كانت تمتلك أذنا موسيقية ساعدتها في مسيرتها. حرصت نعيمة على التعامل مع ملحنين وكتاب كلمات لهم وزنهم في المغرب كان لهم دور كبير في إبراز مواهبها الفنية وإنجاز أعمال من مستوى عال، في أصناف غنائية متنوعة ومعقدة، ومن أهمهم عبد الله عصامي، علي الحداني، عبد القادر الراشدي، محمد بنعبد السلام وعبد الوهاب الدكالي، في المغرب، إضافة إلى الكويتي يوسف المهنا.

## حياتها الخاصة
تزوجت نعيمة سميح في بداية سبعينيات القرن العشرين من البطل المغربي في رياضة الدراجات مصطفى بلقايد ولهما ابن وحيد اسمه «شمس الدين». عانت كثيرا مع مرض فقر الدم وكانت مجبرة على القيام برحلات علاجية كثيرة خارج المغرب، وهو الأمر الذي كان كثير التأثير على مسيرتها الفنية بحيث كان شبح الاعتزال، بدافع المرض، دائما حاضرا لديها. هذا الجانب من حياتها كان له تأثير كبير على شخصيتها وأسلوبها الفنيين.

## أعمالها
أبدعت نعيمة سميح في تقديم مجموعة من الأعمال الغنائية أبرزها:
- جاري يا جاري
- ياك آجرحي
- أمري لله
- أحلى صورة
- البحارة
- راح
- نحمدو ربي ونشكروه
- على غفلة
- غاب علي الهلال
- واقف على بابكم

## جوائز
- جائزة تقديرية في مهرجان الدوحة للأغنية العربية سنة 2007.[10]
- وسام الكفاءة الوطنية سنة 2007.[10]

## وفاتها
توفيت نعيمة سميح في أولى ساعات صباح يوم السبت 8 مارس 2025 عن عمر ناهز الحادية والسبعين بعد صراع طويل مع مرض السرطان. وشُيِّع جثمانها إلى مقبرة سيدي امحمد في بنسليمان، حيث ووري الثرى بعد صلاتي الظهر والجنازة، بحضور شخصيات فنية، إلى جانب أصدقاء الفقيدة وأفراد من عائلتها. وقد نعى العديد من الفنانين المغاربة نعيمة سميح باعتبارها أيقونة لن تتكرر في تاريخ الغناء المغربي، مشيرين إلى أن المغرب فقد رمزًا من رموزه الفنية.

## وصلات خارجية
- نعيمة سميح على موقع قاعدة بيانات الأفلام العربية
- نعيمة سميح على موقع ميوزك برينز (الإنجليزية)
- نعيمة سميح على موقع ديسكوغز (الإنجليزية)